# 日野川 (福井県)

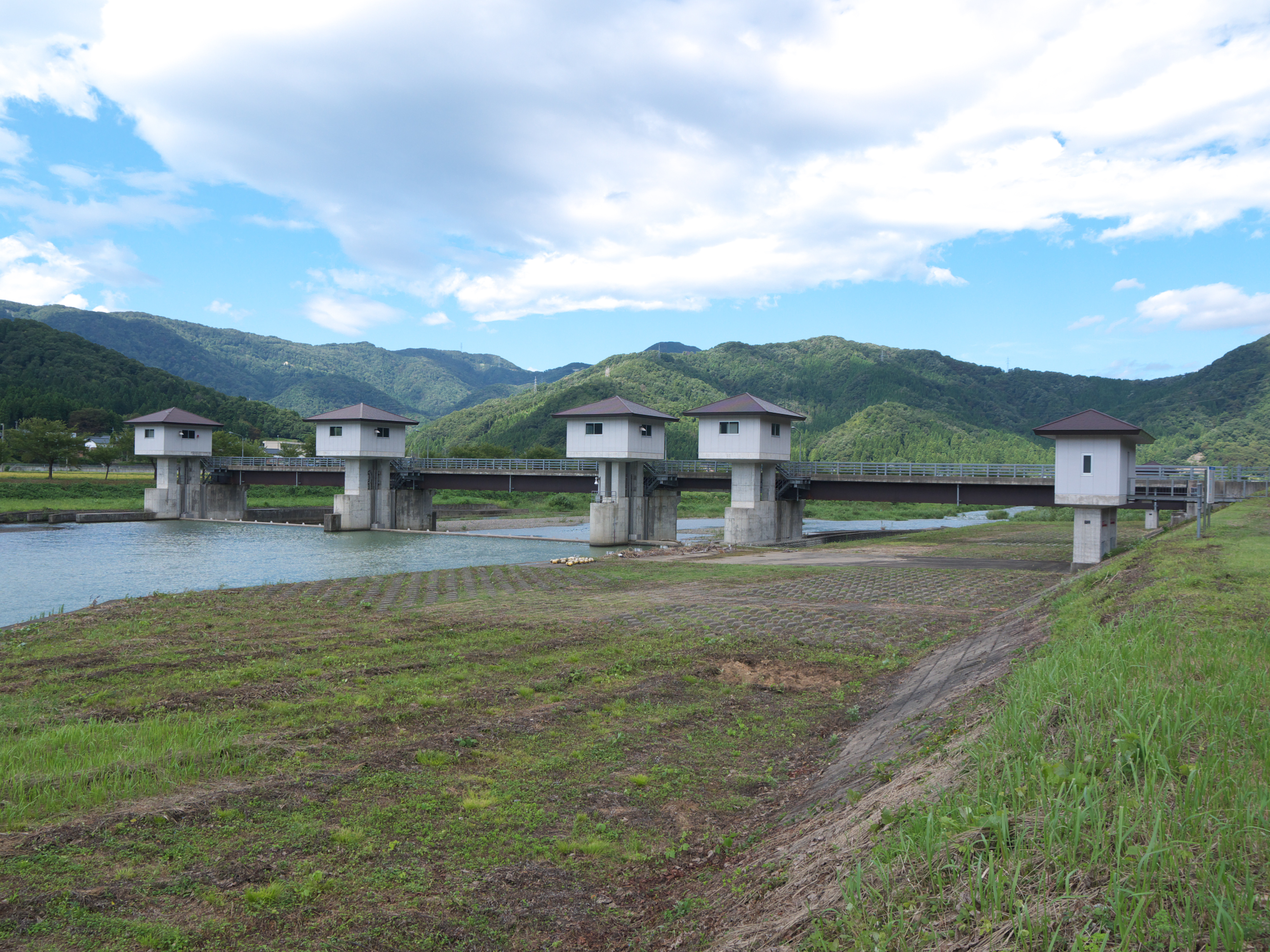
八乙女頭首工

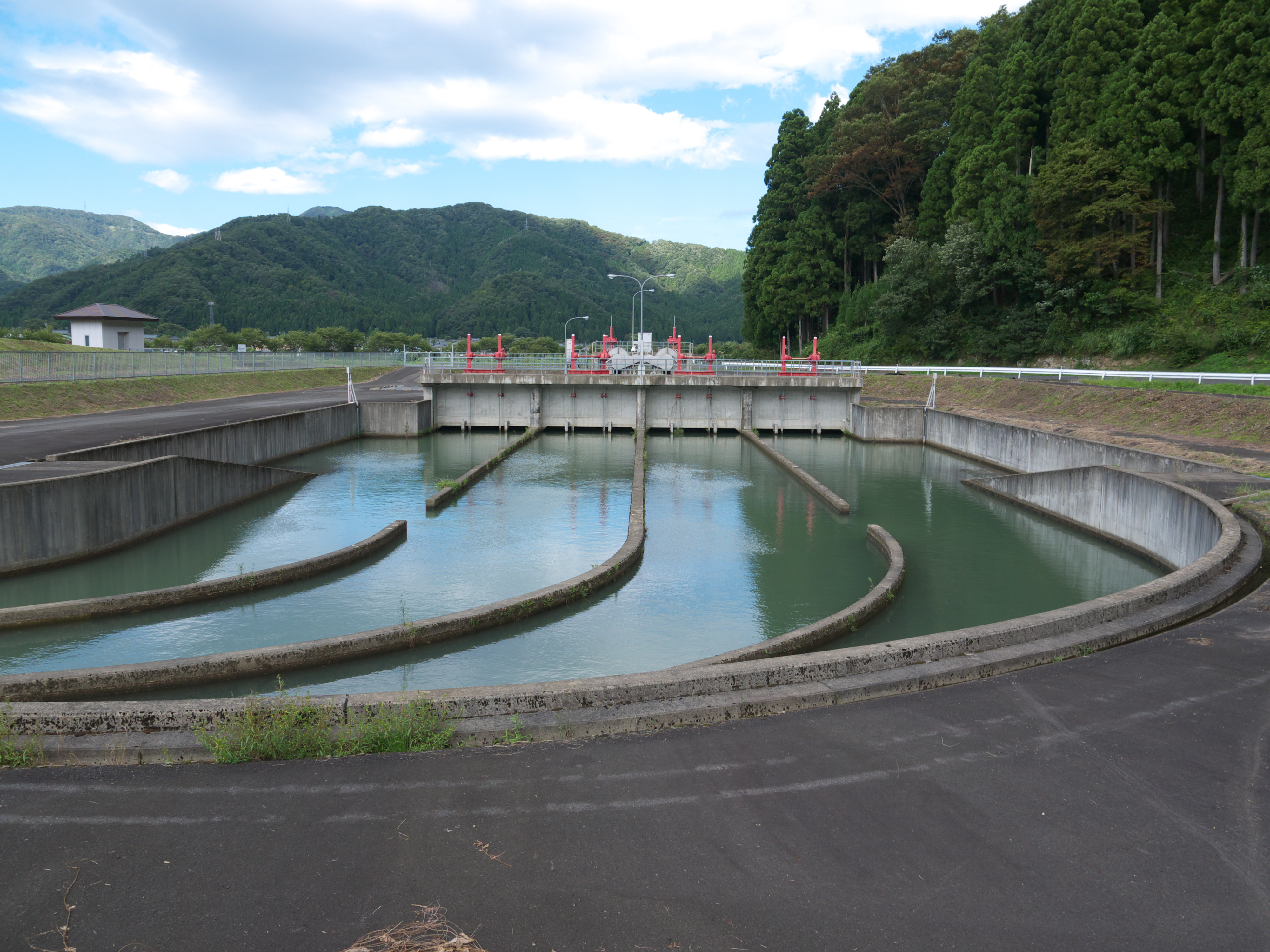
八乙女頭首工沈砂池

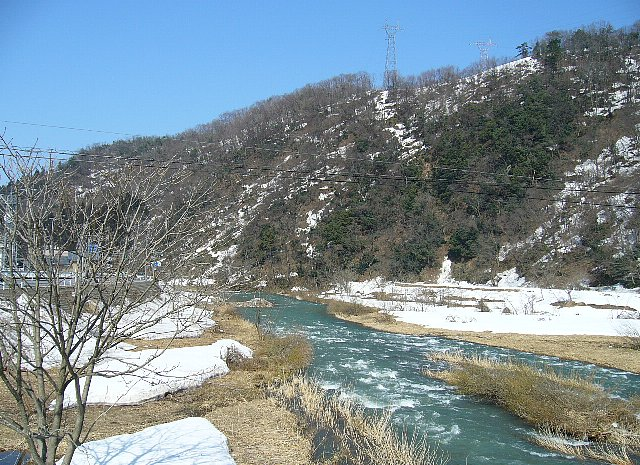
日野川 2006年3月撮影

日野川（ひのがわ）は、九頭竜川水系の支流で、福井県嶺北（丹南地域）を流れる一級河川。

## 地理
福井県南条郡南越前町広野の岐阜県との境界付近に位置する夜叉ヶ池（やしゃがいけ)（1100m）に源を発し北流。越前市などを流れ、福井市大瀬で足羽川を合せ、福井市高屋で九頭竜川に合流する。流域面積1,275.5km2（足羽川を含む）、幹線流路延長71.5km。
鉄道唱歌の北陸篇六十三番には、三国港の海に入る 日野川こえて福井駅 ここに織り出す羽二重は 輸出の高も数千万とある。

## 歴史
- 2022年（令和4年）8月5日 - 集中豪雨により、南越前町内の日野川と支流の鹿蒜川の合流地点付近で氾濫が発生。床上浸水の民家多数[1]。

## 流域の自治体
福井県
本川経路：南条郡南越前町 - 越前市 - 鯖江市 - 丹生郡越前町 - 福井市
支川のみ：今立郡池田町

## 並行や横断する鉄道・道路
- ハピラインふくい線
- 北陸自動車道
- 国道8号・国道365号・国道476号
- 福井県道231号広野大門線
- 福井県道203号池田南条線
- 福井県道202号中小屋武生線 - 福井県道136号帆山王子保停車場線

## 河川施設
- 広野ダム(本流)
- 桝谷ダム（桝谷川）
- 二ッ屋分水堰(本流)
  - 用水路鯖武盆地

## 主な支流
| - 鈴谷川 - 岩谷川 - 広谷川 - 滝ヶ谷川 - 桝谷川 | - 宇津尾谷川 - 美土呂川 - 堅尾谷川 - 孫谷川 - 鹿蒜川 | - 大鶴目谷川 - 小鶴目谷川 - 田倉川 - 湯尾谷川 - 奥野々川 | - 阿久和川 - 金箔川 - 牧谷川 - 清水川 - 大塩谷川 |

(南越前町分）
- 足羽川

## 隣接する観光地
- 今庄365スキー場
- 今庄365温泉
- 木の芽峠.板取宿 - 日本の秘境百選
- 南条サービスエリア 下り　「レインボーパーク南条」